# منتخب بنما لكرة الطائرة للسيدات
منتخب بنما لكرة الطائرة للسيدات هو ممثل بنما الرسمي في المنافسات الدولية في كرة طائرة للسيدات.